# Grenzhochspannungshindernis

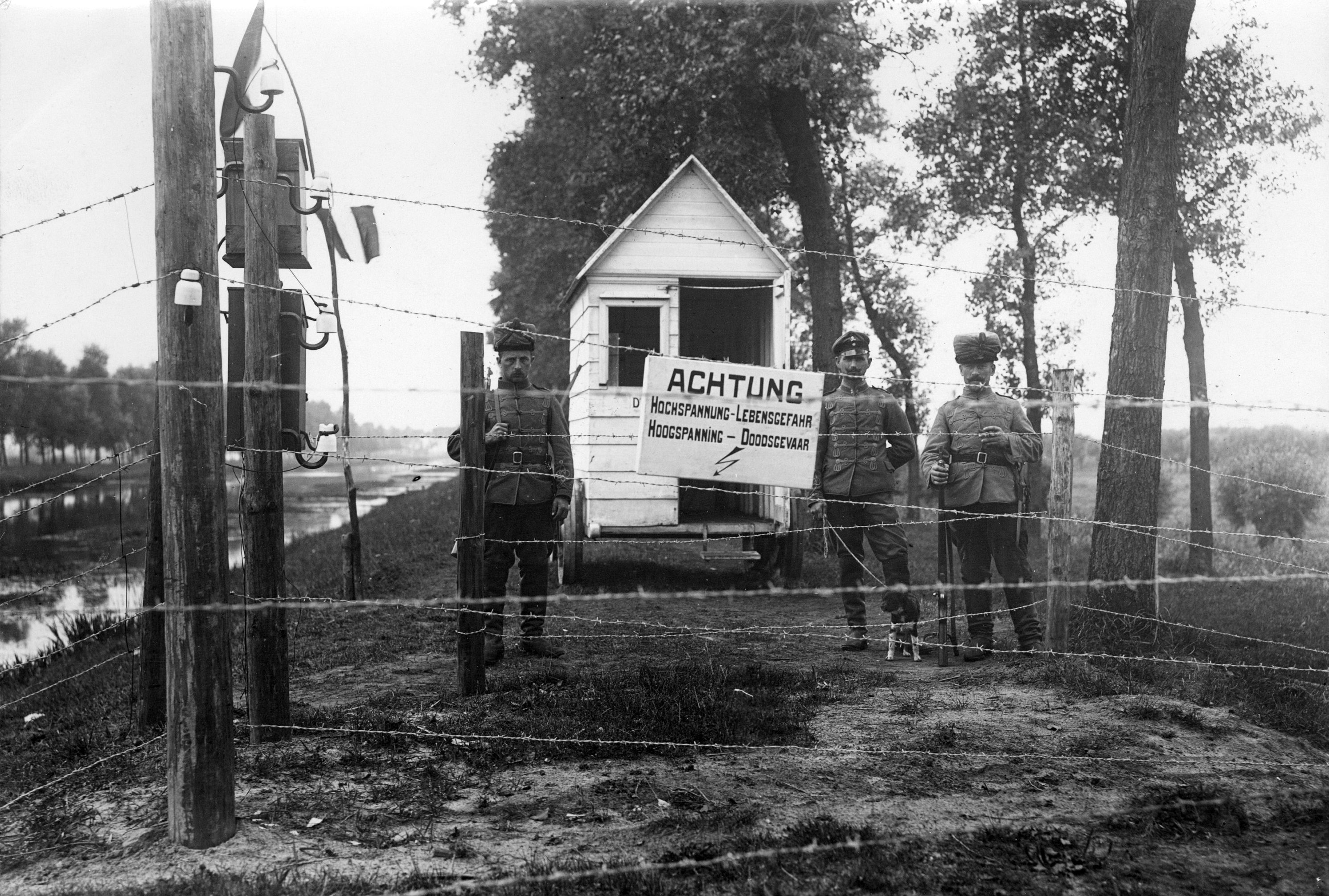
Grenzhochspannungshindernis in der Gemeinde Sluis, Schild mit Aufschrift „Achtung – Hochspannung – Lebensgefahr“

Der Hochspannungszaun in Belgien, offizielle deutsche Bezeichnung Grenzhochspannungshindernis, französisch Clôture électrique, niederländisch De elektrische draadversperring, kurz auch De Draad, Dodendraad oder Dodenhek (Der Draht, Totendraht oder Totenzaun) genannt, erstreckte sich während des Ersten Weltkrieges von 1915 bis 1918 an der Grenze zwischen Belgien und den Niederlanden auf einer Länge von 300 Kilometern vom damaligen Vierländereck bei Neutral-Moresnet bis zur belgischen Nordseeküste bei Knokke.

## Vorgeschichte
Der Bau des Zaunes wurde 1915 vom deutschen Generalgouvernement Belgien beschlossen, um die offene Grenze zu den Niederlanden zu sperren. Sie konnte durch deutsche Landsturmtruppen nur schlecht gesichert werden. Über diese Grenze verließen tausende Belgier das Land, vor allem nachdem der belgische König Albert I. und der Erzbischof des Erzbistums Mecheln Désiré-Joseph Mercier Ende 1914 einen Aufruf für Kriegsfreiwillige verbreitet hatten. Auch Schmuggler und Agenten überquerten häufig die Grenze.
Schon zu Jahresbeginn 1915 hatte die deutsche Führung am südlichen Ende der Westfront, an der elsässischen Grenze zur Schweiz, eine elektrische Drahtsperre von elf Kilometern Länge errichten lassen.

## Das Grenzhochspannungshindernis
Die Arbeiten begannen annähernd gleichzeitig in sieben Betriebsabschnitten, zuerst im 1,8 km langen Abschnitt von Vaals/Aachener Stadtteil Vaalserquartier bis zum damaligen Vierländereck. Hierzu wurde die Kgl. Bay. Landsturm-Pionier-Kompanie Nr. 1 und Teile des 60. Armierungs-Bataillons eingesetzt. Dieser Abschnitt wurde am 23. August 1915 unter Hochspannung gesetzt; ab dem 29. August war die Anlage bis zur Maas in Betrieb.
Das Hindernis bestand aus drei Zäunen mit dazwischen liegenden Patrouillengängen. Ein Warnzaun aus Stacheldraht stand zur niederländischen Seite hin, dann kam der eigentliche Hochspannungszaun und ein weiteres Drahthindernis zur deutschen bzw. belgischen Seite hin sollte Personen fernhalten. Davor wurde eine 100 bis 200 Meter breite Sperrzone ausgewiesen, bei deren Betreten ohne Warnung geschossen werden konnte.
Durch Berühren des Drahtes wurde akustischer Alarm ausgelöst. Verschiedene Streckenabschnitte wurden nachts mit Scheinwerfern ausgeleuchtet. Die einzelnen Schalthäuser waren durch Fernsprechleitungen miteinander verbunden.

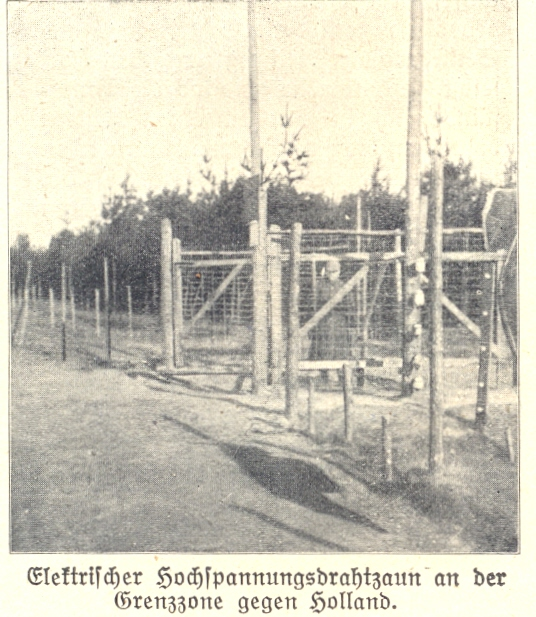
Grenzhochspannungshindernis Belgien-Niederlande, Tor mit Wachposten
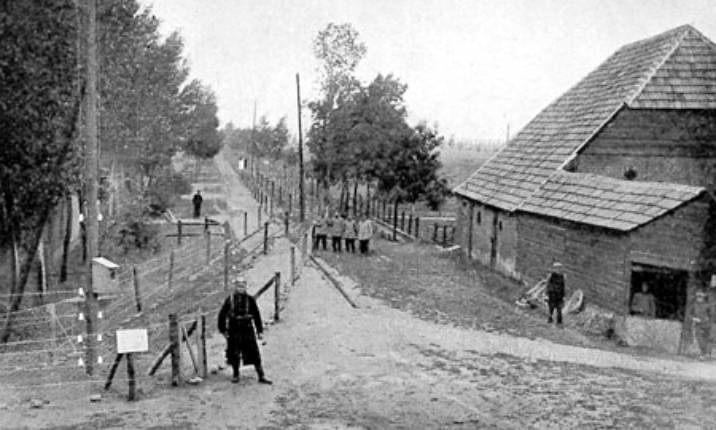
Grenzhochspannungshindernis Belgien-Niederlande
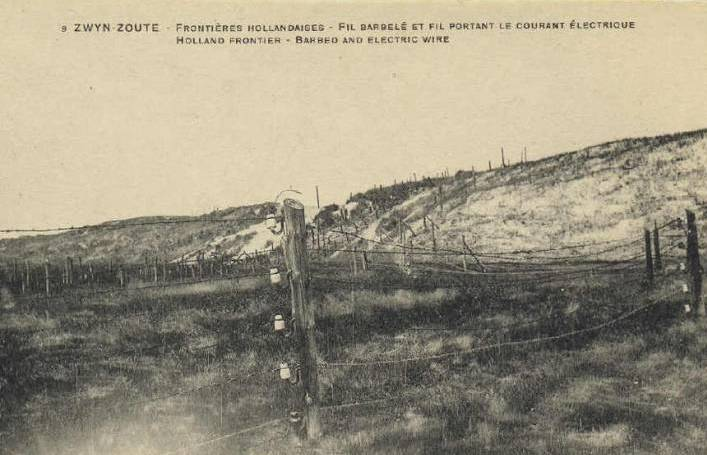
Grenzhochspannungshindernis Belgien-Niederlande

Das Grenzhochspannungshindernis wurde von wechselnden deutschen Truppenteilen gesichert. So war das Dragoner-Regiment „König“ (2. württembergisches) Nr. 26 von Oktober 1916 bis Oktober 1918 für den Abschnitt Lommel – Hammont – Hugbrechts-Lille – Bree verantwortlich.

## Der Hochspannungszaun
Der eigentliche Hochspannungszaun war knapp zwei Meter hoch und bestand aus Holzstangen, an denen Porzellanisolatoren in Abständen von 20 bis 30 cm übereinander befestigt waren. Die Isolatoren waren durch Kupfer- oder Zinkdrähte verbunden. Später wurden die Längsdrähte durch senkrecht laufende Drähte verbunden, um ein Hindurchschlüpfen zu verhindern.
Die Spannung wurde entweder über nahegelegene Fabriken oder über eigene Zuleitungen und Transformatorenhäuser eingespeist. Zur Spannungsregelung vor Ort wurden etwa alle zwei Kilometer Schalthäuser entlang der Grenze aufgestellt. Um Leistung zu sparen, wurde er in einzelnen Abschnitten zu jeweils unterschiedlichen Tages- und Nachtzeiten ein- und ausgeschaltet. Ein Streckenmeister war jeweils für einen Abschnitt zwischen zwei Schalthäusern verantwortlich. Er konnte die Spannung abschalten und kontrollierte den Zustand des Zauns, der von Grenzgängern häufig beschädigt wurde.
In den ländlichen Grenzgebieten war damals Elektrizität und ihre Eigenschaft noch kaum bekannt. Die Bevölkerung wurde durch Bekanntmachungen und Schilder in der Nähe des Grenzhochspannungshindernisses gewarnt.

## Nutzen
Trotz der Sperre gelangten zwischen 1915 und 1918 rund 20.000 belgische Kriegsfreiwillige in die Niederlande. Auch Post und Lebensmittel wurden weiter nach Belgien geschmuggelt. Zum Überwinden das Hochspannungszauns wurden neben dem Durchschneiden der Drähte mit isolierten Zangen zum Teil abenteuerliche Methoden angewandt wie das Schieben eines Fasses ohne Deckel und Boden zwischen die Drähte, um hindurchzukriechen, das Bedecken des Zauns mit Gummimatten, das Verwenden von Gummianzügen oder Bekleidungsstücken, die mit Porzellanplättchen besetzt waren, bis hin zum Überspringen (Stabhochsprung). Zwei- bis dreitausend Menschen kamen am Grenzhochspannungshindernis ums Leben.
Nach Kriegsende verschwand der Zaun recht schnell, da Bauern die Pfähle und den Draht zum Bau von Weidezäunen verwendeten. Mit dem Zaun verblasste zunächst auch die Erinnerung daran. Erst in den letzten Jahrzehnten des 20. Jahrhunderts riefen Nachforschungen die Barriere ins Bewusstsein zurück.

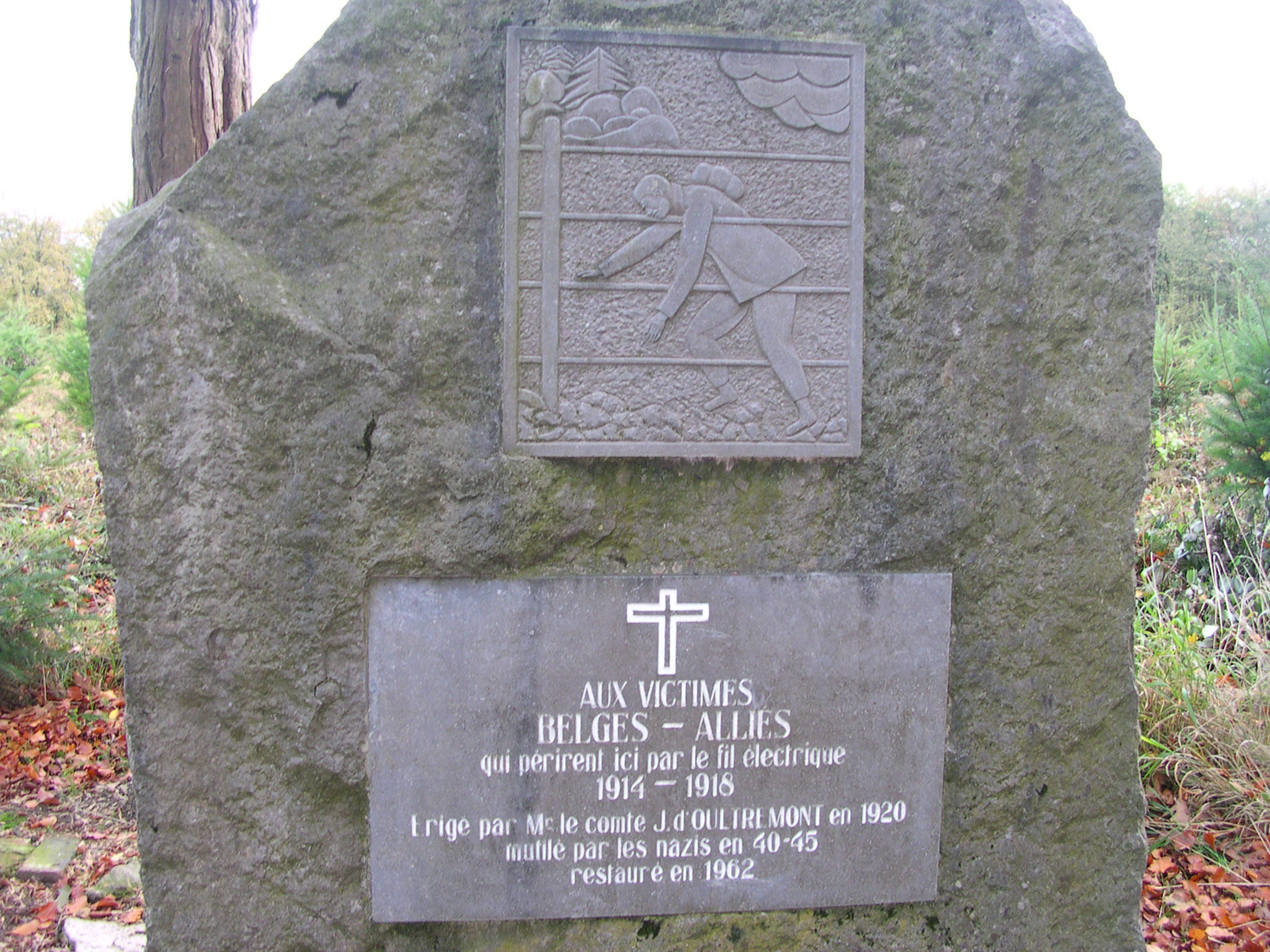
Denkmal für die Opfer des deutschen Elektrozauns im Ersten Weltkrieg

## Heute
1920 ließ Graf D’Oultrement ein Mahnmal in einem Waldstück beim belgischen Dorf Sippenaeken in der Nähe des heutigen deutsch-belgisch-niederländischen Dreiländerecks aufstellen. Am 10. Mai 1940 sprengten deutsche Truppen das Mahnmal. 1962 wurde an derselben Stelle ein neuer Gedenkstein errichtet.
2000 wurde an der Grenze bei Hamont-Achel ein Stück des Grenzhindernisses rekonstruiert.